# Quận White, Illinois
Quận White là một quận thuộc tiểu bang Illinois, Hoa Kỳ.
Quận này được đặt tên theo. Theo điều tra dân số của Cục điều tra dân số Hoa Kỳ năm 2000, quận có dân số người. Quận lỵ đóng ở.

## Địa lý
Theo Cục điều tra dân số Hoa Kỳ, quận có diện tích km2, trong đó có km2 là diện tích mặt nước.

## Thông tin nhân khẩu
Theo điều tra dân số 2 năm 2000, quận đã có dân số 15.371 người, 6.534 hộ gia đình, và 4.377 gia đình sống trong quận hạt. Mật độ dân số là 31 người trên một dặm Anh vuông (12/km ²). Có 7.393 đơn vị nhà ở với mật độ trung bình là 15 trên một dặm Anh vuông (6/km ²). Cơ cấu chủng tộc của dân cư sinh sống trong quận bao gồm 98,22% người da trắng, 0,26% da đen hay Mỹ gốc Phi, 0,34% người Mỹ bản xứ, 0,16% châu Á, Thái Bình Dương 0,01%, 0,16% từ các chủng tộc khác, và 0,85% từ hai hoặc nhiều chủng tộc. 0,67% dân số là người Hispanic hay Latino thuộc một chủng tộc nào. 24,7% là của Mỹ, Đức 23,6%, 16,4% và 11,4% tiếng Anh gốc Ailen theo điều tra dân số năm 2000.
Có 6.534 hộ, trong đó 26,80% có trẻ em dưới 18 tuổi sống chung với họ, 56,60% là đôi vợ chồng sống với nhau, 7,60% có một chủ hộ nữ và không có chồng, và 33,00% là không lập gia đình. 29,80% hộ gia đình đã được tạo ra từ các cá nhân và 16,60% có người sống một mình 65 tuổi hoặc lớn hơn. Cỡ hộ trung bình là 2,29 và cỡ gia đình trung bình là 2,82.
Tháp tuổi dân cư sinh sống trong quận với tỷ lệ như sau: 21,50% dưới độ tuổi 18, 7,70% 18-24, 25,30% 25-44, 24,60% từ 45 đến 64, và 20,90% từ 65 tuổi trở lên người. Độ tuổi trung bình là 42 năm. Đối với mỗi 100 nữ có 91,10 nam giới. Đối với mỗi 100 nữ 18 tuổi trở lên, đã có 89,50 nam giới.
Thu nhập trung bình cho một hộ gia đình trong quận đã đạt mức USD 29.601, và thu nhập trung bình cho một gia đình là USD 36.580. Phái nam có thu nhập trung bình USD 30.619 so với 17.282 USD của phái nữ. Thu nhập bình quân đầu người đạt mức 16.412 USD. Có 8,70% của các gia đình và 12,50% dân số sống dưới mức nghèo khổ, bao gồm 17,70% những người dưới 18 tuổi và 9,80% của những người 65 tuổi hoặc hơn.